# نگرانی چرا؟
نگرانی چرا؟ (به انگلیسی: Why Worry?) یک فیلم صامت کمدی است که در سال ۱۹۲۳ منتشر شد.

## بازیگران
- هارولد لوید
- جوبینا رالستون
- جان آسن
- لئو وایت
- ویلیام گیلسپی